# Ashley (Pensilvania)
Ashley es un borough ubicado en el condado de Luzerne en el estado estadounidense de Pensilvania. En el año 2000 tenía una población de 2,866 habitantes y una densidad poblacional de 1,198.9 personas por km². Fue una zona minera muy productiva a comienzos del siglo XX cuando su población era de 4,046 habitantes.

## Geografía
Ashley se encuentra ubicado en las coordenadas 41°12′51″N 75°53′58″O / 41.21417, -75.89944.

## Demografía
Según la Oficina del Censo en 2000 los ingresos medios por hogar en la localidad eran de $30,592 y los ingresos medios por familia eran $37,266. Los hombres tenían unos ingresos medios de $32,083 frente a los $20,378 para las mujeres. La renta per cápita para la localidad era de $17,676. Alrededor del 10.6% de la población estaba por debajo del umbral de pobreza.